# Olivier Sabin
Pour les articles homonymes, voir Sabin.
Olivier Sabin est un acteur français.

## Filmographie
Télévision
- 2002 : Madame Sans-Gêne, téléfilm
- 2004 : La Crim', série télévisée
- 2005 : Ma meilleure amie d'Elisabeth Rappeneau
- 2007 : Diane, femme flic, série télévisée
- 2009 : Seconde Chance, série télévisée
- 2009 : La Passion selon Didier de Lorenzo Gabriele, téléfilm
- 2014 : RIS police scientifique de Eric Le Roux, série télévisée
- 2019 : Alice Nevers, le juge est une femme de Jean Christophe Delpias, série télévisée
- 2025 : Dans l'ombre de Marlow de Aurélien Harzoune et Bertrand Mineur : Mendiant

## Théâtre
- 2017:  Semelles au vent mise en scène Olivier Werner
- 2014 : Coup de Sangria mise en scène Jean Luc Morreau Théâtre de la michodiere
- 2011 : Diplomatie de Cyril Gély, mise en scène Stéphan Meldegg, Théâtre de la Madeleine
- 2008 : Par les villages de Peter Handke, mise en scène d'Olivier Werner
- 2008 : Jean-Paul II de Karol Wojtyła, mise en scène de Robert Hossein
- 2006 : Pendaison et Crémaillère d'Olivier Sabin
- 2005 : À l'abordage de Xavier Brousse
- 2004 : L'Impresario de Smyrne de Carlo Goldoni, mise en scène d'Alice Safran
- 2003 : L'Échange de Paul Claudel, mise en scène de Françoise Chatot (Théâtre du Luxembourg à Meaux, Théâtre André Malraux de Rueil)
- 2003 : Aux larmes citoyens (Sudden Théâtre), mise en scène de Raymond Acquaviva
- 2002 : L'Échange de Paul Claudel (Théâtre Gyptis à Marseille), mise en scène de Françoise Chatot
- 2002 : Amphitryon de Molière (Festival d’Anjou), mise en scène de Simon Eine
- 2001 : Becket ou l'Honneur de Dieu de Jean Anouilh (tournée), mise en scène de Didier Long
- 1999 : Après la pluie de S. Belbel (Poche Montparnasse & tournée), mise en scène de Marion Bierry
- 1999 : Romulus le Grand de Friedrich Dürrenmatt (Suisse), mise en scène de Xavier Florent
- 1999 : La Cerisaie (Théâtre du Nord-Ouest Parisien), mise en scène de Jean-Luc Jeener
- 1998 : Horace (Théâtre de l'Œuvre), mise en scène de Marion Bierry
- 1998 : La Farce de Maître Pathelin, mise en scène d'Idriss
- 1998 : Les Fourberies de Scapin de Molière, mise en scène d'Idriss
- 1997 : La Cigogne n'a qu'une tête (Théâtre de Ménilmontant), mise en scène d'Igor Futterer
- 1996 : Le Cid, mise en scène d'Idriss
- 1996 : Sade, concert d'enfer, mise en scène de Christophe Burot
- 1996 : La Maison des Jeanne et de la culture, mise en scène de Thierry Pietra
- 1994 : Les Précieuses ridicules (Festival d'Avignon), mise en scène de Marc Sarazin
- 1993 : Guerre, mise en scène de Raymond Acquaviva
- 1993 : Pour un oui, pour un non, mise en scène de Jean-Jacques Dulon